# Drăghicești, Prahova
Drăghicești (mai vechi, Podu Ursului) este un sat în comuna Cosminele din județul Prahova, Muntenia, România.
Așezarea este atestată documentar în 1538.
În 2011, satul Drăghicești avea 6 locuitori. In prezent o singura casa este locuita, iar celelalte cateva case ramase sunt in grad avansat de degradare. .
Lipsa unui drum macar pietruit, daca nu asfaltat, face aproape imposibil accesul auto sau cu alte mijloace.